# Instantbird
Instantbird — багатоплатформовий відкритий клієнт для миттєвого обміну повідомленнями, що розвивається на основі технологій Mozilla. Інтерфейс Instantbird написаний з використанням мови XUL і базується на вебрушії Gecko.
Код програми поширюється в рамках ліцензії GPLv2, бінарні пакунки доступні для Windows, Mac OS X і Linux. Продукт локалізований і підтримує українську мову.
Перша версія програми, 0.1, з'явилася в жовтні 2007 року. Основних розробників програми троє: Florian Quèze, Quentin Castier і Quentin Raynaud, всі з Франції.

## Огляд
Застосунок активно використовує вкладки (таби), підтримується установка додатків. З точки зору підтримки протоколів і базових можливостей, Instantbird близький до Pidgin, бо використовує бібліотеку libpurple. Організація стильового оформлення повідомлень нагадує Adium.
Функції Instantbird інтегровані до складу поштового клієнта Thunderbird: код бекенда з підтримкою чату розвивається і використовується спільно проектами Instantbird і Thunderbird. При цьому, в Thunderbird використовується реалізація підтримки протоколів XMPP і IRC на мові JavaScript, бо бібліотеку libpurple неможливо використовувати в Thunderbird через несумісність ліцензій. Подібне розділення систем організації спілкування та підтримки протоколів призвело до істотної переробки архітектури Instantbird і появи нових бекендів з підтримкою протоколів, що дозволило надати опціональну можливість складання Instantbird без libpurple.
Починаючи з випуску Thunderbird 15, до складу програми інтегрована штатна підтримка засобів для миттєвого обміну повідомленнями з використанням таких служб, як чат Facebook, Google Talk, Twitter і IRC. Щільна інтеграція засобів миттєвого обміну повідомленнями з традиційними поштовими службами дозволить при отриманні листа відразу оцінити наявність адресата в онлайні і відправити відповідь через миттєве повідомлення, не витрачаючи час на очікування відповіді електронною поштою. Серед особливостей реалізації відзначається підтримка пошуку та перегляду історії спілкування через миттєві повідомлення, можливість визначати статуси, засоби управління контактами.

### Особливості Instantbird
- Підтримка сервісів: AIM, XMPP (Jabber), Yahoo, MSN, Google Talk, Facebook Chat і Twitter
- Підтримка нових протоколів може бути реалізована у вигляді додатків, наприклад, вже реалізовані додатки для забезпечення роботи протоколів Gadu-Gadu, Novell Groupwise, ICQ, IRC, MySpaceIM, Netsoul, QQ, SIMPLE, Omegle і LJ Talk (LiveJournal)
- Модулі з реалізацією підтримки нових протоколів можуть створюватися на JavaScript
- Активні розмови групуються у вкладках, при цьому підтримується розкриття вкладки в окреме вікно і вільна перестановка порядку проходження вкладок в списку
- Підтримується призначення тегів учасникам, що дозволяє значно спростити операції з групування контактів
- Історія переговорів відбивається в легкому для сприйняття вигляді — повідомлення різних учасників виділяються кольорами і вказівкою відправника або одержувача, при цьому оформлення легко може бути змінено через візуальні теми
- Можливість злиття контактів, що дозволяє вказати, що кілька різних контактів (наприклад, облікових записів в різних IM-мережах) пов'язані з однією людиною. В залежності від активного сервісу обміну повідомленнями при виборі імені буде проводитися вибір відповідної для заданої мережі облікового запису
- Зручно організований пошук в історії, який виконується «на льоту» в стилі Firefox
- Стильове оформлення повідомлень реалізовано у вигляді, схожому на Adium
- Можливість розширення функціональності через доповнення. Станом на 2012 для Instantbird вже підготовлено близько 300 додатків, з яких можна відзначити:
  - Colorize — асоціювання певного кольору з респондентом,
  - Highlight — відправлення повідомлення при появі в чаті зазначених ключових слів,
  - Tab Complete — автодоповнення ніків і команд при натисканні клавіші «табуляція»,
  - Reply to Nick — швидке відправлення повідомлення через подвійний клік на повідомлення в чаті,
  - Vertical Tabs — розміщення вкладок вертикально одним стовпцем.
- Підтримка автодоповнення імен в чаті після натискання клавіші «табуляція»
- Підтримка протоколу Bonjour для організації доступу до сервісів
- Використання для зберігання паролів штатного механізму зберігання паролів Mozilla